# Филип (Пфалц)
Вижте пояснителната страница за други личности с името Филип.
Филип (на немски: Philipp der Aufrichtige, Philipp der Edelmütige;* 14 юли 1448, Хайделберг; † 28 февруари 1508, Гермерсхайм) от фамилията на Вителсбахите, е пфалцграф и от 1476 до 1508 г. курфюрст на Пфалц.

## Живот
Син е на курфюрст Лудвиг IV (1424 – 1449) и на Маргарета Савойска (1410 – 1479). На една година той става полусирак и получава управлението на Горен Пфалц. Неговият чичо курфюрст Фридрих I му става опекун.
На 17 април 1474 г. Филип се жени в Амберг за Маргарета Баварска (1456 – 1501), дъщеря на херцог Лудвиг IX от Бавария-Ландсхут и съпругата му принцеса Амалия Саксонска (1436 – 1501).
През 1476 г. е осиновен Фридрих I. Филип поема Курцпфалц и става курфюрст. През 1499 г. той получава Пфалц-Мозбах и Пфалц-Ноймаркт от Ото II от Пфалц-Мозбах.
Филип умира през 1508 г. и е погребан в църквата Св. Дух в Хайделберг. Негов наследник като курфюрст става най-големият му син Лудвиг V.
- Йохан Щайнверт фон Соест предава на курфюрст Филип посветено на него произведение, 1480
- Филип и Маргарета Баварска
- Гробът на Филип в църквата Св. Дух в Хайделберг

## Деца
Филип и Маргарета Баварска имат 14 деца:
- Лудвиг V (1478 – 1544), 8-и курфюрст на Пфалц
- Филип (1480 – 1541), епископ на Фрайзинг и Наумбург
- Рупрехт (1481 – 1504), пфалцграф при Рейн и епископ на Фрайзинг (1495 – 1498)
- Фридрих II (1482 – 1556), 9-и курфюрст на Пфалц
- Елизабет (1483 – 1522)

∞ 1498 ландграф Вилхелм III фон Хесен (1471 – 1500)
∞ 1503 маркграф Филип I фон Baden (1479 – 1533)
- Георг (1486 – 1529), епископ на Шпайер
- Хайнрих (1486 – 1552), епископ на Утрехт, Фрайзинг и Вормс
- Йохан III (1487 – 1538), епископ на Регенсбург
- Амалия (1490 – 1524)

∞ 1513 херцог Георг I от Померания (1493 – 1551)
- Барбара (1491 – 1505)
- Хелена (1493 – 1524)

∞ 1513 херцог Хайнрих V от Мекленбург (1479 – 1552)
- Волфганг (1494 – 1558), пфалцграф в Ноймаркт, щатхалтер на Горен Пфалц
- Ото Хайнрих (*/† 1496)
- Катарина (1499 – 1526), абатиса в Нойбург на Некар